# ヴィテスラフ・ヴェセリー
ヴィテスラフ・ヴェセリー（Vítězslav Veselý チェコ語発音: [ˈviːcɛslaf ˈvɛsɛliː]、1983年2月27日 - ）はチェコの陸上競技選手、専門はやり投。2013年第14回世界選手権男子やり投金メダリスト。2012年男子やり投世界ランキング1位。
2002年世界ジュニア選手権は9位だった。2008年8月、北京オリンピック予選で81m20に自己ベストを伸ばす。決勝は12位となった。翌2009年、初めて出場した世界選手権は75m76の記録で予選落ちに終わった。
2010年5月、ヴェセリーはオロモウツで行われた競技会で自己ベストを5m以上伸ばす86m45を記録して、シーズン世界最高（当時）をマークした。同年のヨーロッパ選手権は9位だった。2011年、大邱で開かれた世界選手権はメダルまであと一歩の4位だった。
2012年5月、上海ゴールデングランプリでセカンドベスト（当時）の85m40を記録し勝利した。6月、ビスレットゲームズで88m11を記録して優勝、シーズン世界最高をマークした。2012年8月、ヴェセリーはロンドンオリンピック予選で88m34をマークし、自らのシーズン世界最高を塗り替えた。しかし、決勝は最終6投目に投げた83m34の記録で4位に終わった。同年のダイヤモンドリーグは上海・オスロの2勝を上げるなど14ポイントを獲得して種目別年間王者に輝いた。
2013年8月、ヴェセリーはモスクワで開かれた世界選手権決勝で1投目に87m17をマークし、3投目に87m07を投げたテロ・ピトカマキ以下をおさえて大会初優勝を飾った。2001年第8回大会のヤン・ゼレズニー以来となる、チェコ選手の世界選手権同種目優勝であった。
2014年ヨーロッパ選手権では1、3、4位がフィンランド勢で占められる中、84m79で2位に入った。

## 主な戦績
| 年   | 大会               | 場所               | 順位     | 記録  |
| ---- | ------------------ | ------------------ | -------- | ----- |
| 2008 | オリンピック       | 北京               | 12位     | 76m76 |
| 2009 | 世界選手権         | ベルリン           | 予選     | 75m76 |
| 2010 | ヨーロッパ選手権   | バルセロナ         | 9位      | 77m83 |
| 2011 | 世界選手権         | 大邱               | 4位      | 84m11 |
| 2012 | ヨーロッパ選手権   | ヘルシンキ         | 1位      | 83m72 |
| 2012 | オリンピック       | ロンドン           | 4位      | 83m34 |
| 2012 | ダイヤモンドリーグ | ダイヤモンドリーグ | 年間優勝 | 14pt  |
| 2013 | 世界選手権         | モスクワ           | 1位      | 87m17 |
| 2014 | ヨーロッパ選手権   | チューリッヒ       | 2位      | 84m79 |

## シーズンベスト
- 2002年 - 73m22
- 2006年 - 75m98
- 2007年 - 79m45
- 2008年 - 81m20
- 2009年 - 80m35
- 2010年 - 86m45
- 2011年 - 84m11
- 2012年 - 88m34 シーズン世界最高
- 2013年 - 87m68
- 2014年 - 87m38